# Kiels voetbalkampioenschap 1910/11
In 1910/11 werd het zevende Kiels voetbalkampioenschap gespeeld, dat georganiseerd werd door de Noord-Duitse voetbalbond. De clubs uit Lübeck ging dit seizoen terug naar hun eigen competitie. 
Holstein Kiel werd kampioen en plaatste zich voor de Noord-Duitse eindronde. De club versloeg Heider FC, Altonaer FC 1893 en Eintracht Braunschweig en werd opnieuw kampioen. Hierdoor plaatste de club zich ook voor de eindronde om de Duitse landstitel. Na een overwinning op Duisburger SpV verloor de club in de halve finale van de latere kampioen BTuFC Viktoria 1889. 

## Eindstand
| Plaats | Club                    | Wed. | W | G | V | Saldo | Ptn |
| ------ | ----------------------- | ---- | - | - | - | ----- | --- |
| 1.     | Kieler FV Holstein 1902 | 4    | 4 | 0 | 0 | 31:2  | 8:0 |
| 2.     | 1. Kieler FV 1900       | 4    | 1 | 0 | 3 | 5:16  | 2:6 |
| 3.     | FC Kilia Kiel           | 4    | 1 | 0 | 3 | 4:22  | 2:6 |

|  | Kampioen |